# Pentameris hirtiglumis
Pentameris hirtiglumis là một loài thực vật có hoa trong họ Hòa thảo. Loài này được N.P.Barker mô tả khoa học đầu tiên năm 1993.